# Cuves (Manche)

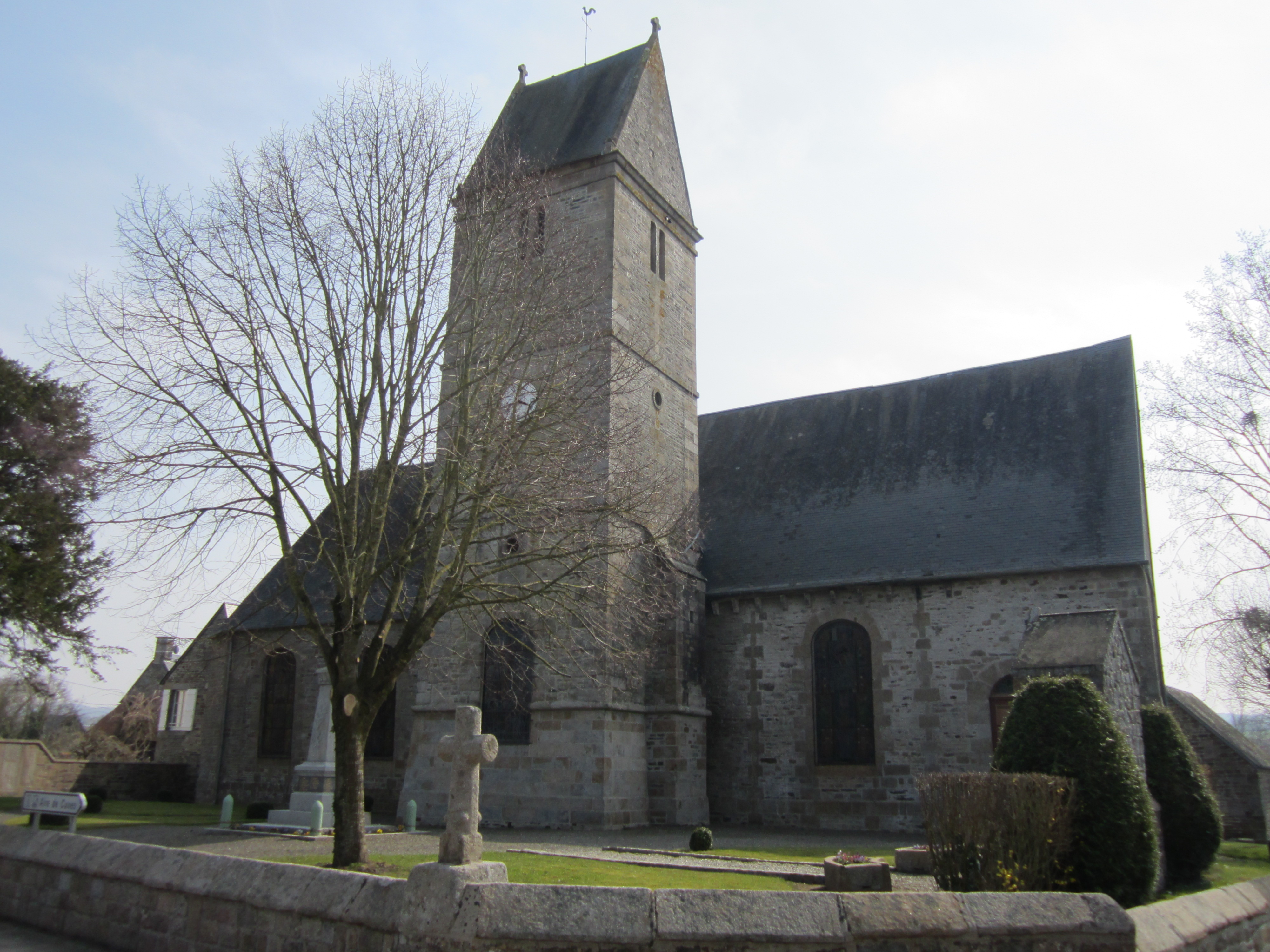
Kerk

Cuves is een gemeente in het Franse departement Manche (regio Normandië) en telt 360 inwoners (1999). De plaats maakt deel uit van het arrondissement Avranches.

## Geografie
De oppervlakte van Cuves bedraagt 9,6 km², de bevolkingsdichtheid is 37,5 inwoners per km².
De onderstaande kaart toont de ligging van Cuves (Manche) met de belangrijkste infrastructuur en aangrenzende gemeenten.

## Demografie
Onderstaande figuur toont het verloop van het inwonertal (bron: INSEE-tellingen).